# Tribeč
Tribeč (nesprávně Tríbeč) je krajinný celek ve Fatransko-tatranské oblasti, střední pohoří v oblouku Vnitřních Západních Karpat. Nejvyšší vrch je Veľký Tribeč (829 m n. m.). Seznam všech vrcholů s výškou nad 600 metrů ukazuje seznam vrcholů v Tribči.

## Poloha
Obklopují ho Podunajská pahorkatina, Strážovské vrchy, Považský Inovec, Pohronský Inovec, Vtáčnik a Hornonitranská kotlina. Nachází se v okresech Nitra, Zlaté Moravce, Topoľčany a Partizánske na západním Slovensku.

## Charakteristika
Má podobu trojúhelníkového výběžku do Podunajské nížiny. Z geomorfologického hlediska se člení na podcelky Zobor, Jelenec, Veľký Tribeč a Rázdiel. Má délku 50 km a maximální šířku 18 km. Převažují listnaté bukové lesy, z velké části náleží do Chráněné krajinné oblasti Ponitří.

## Odraz v kultuře
Tribeč je také spojován s moderním folklorem, který vypráví o tom, že v pohoří se záhadně ztrácejí lidé. První takto zaznamenané případy pocházejí z počátku 20. století. Mezi nejznámější případ pak patří údajné zmizení Waltera Fischera v roce 1939, který měl být pohřešovaný tři měsíce. Autenticitu těchto příběhů zpochybnil zkoumáním archivních pramenů badatel Jaroslav Mareš. Na základě terénního průzkumu pak navrhl hypotézu, že některá pozorování bludiček v oblasti lze vysvětlit odlesky v očích lesní zvěře.
Téma bylo zpracováno Jozefem Karikou v románu Trhlina. Kniha byla námětem pro stejnojmenný film natočený v roce 2019.